# Baltic Air Policing
La mission Baltic Air Policing est une mission de police de l'air dans l'espace aérien des trois pays baltes (Estonie, Lettonie et Lituanie) menée par les États membres de l'OTAN depuis 2004, en Lituanie sur la Base aérienne de Šiauliai. A partir de 2014, la mission devient "Enhanced Air Policing" avec l'ajout d'un deuxième point d'appui, la Base aérienne d'Ämari en Estonie.

## Surveillance de l'espace aérien par l'OTAN

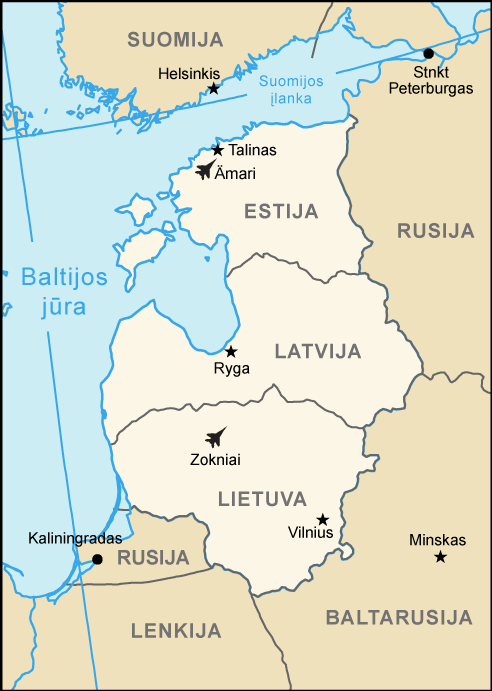
Les trois pays baltes: Estonie, Lettonie, et Lituanie et l’emplacement de la base aérienne de Zokniai/Šiauliai ou est stationné la mission de l'OTAN entre 2004 et 2014.

Depuis les années 1970, l'OTAN développe un système de surveillance et de gestion de l'espace aérien des pays membres de l'alliance. Les Combined Air Operations Centres (en) (CAOC) sont reliés à un système de radars qui permet une surveillance en continu. Depuis sa réintégration dans la structure militaire de l'OTAN, le Centre National des Opérations Aériennes (CNOA) est relié à ce réseau. Ces centres ont pour mission principale d'assurer la sûreté aérienne, mais également de limiter les infractions au code de l'aviation civile, porter une assistance en vol aux appareils en détresse ou en difficulté, et intervenir dans un cadre de mesures d'identification, de contrôle, de surveillance ou d'interception. Les principales interventions sont dues à des pertes de contact radio et les appareils sont donc classés comme « ayant un comportement douteux ».

## Mission de police du ciel pour les pays baltes

Ruban de la "Baltic Air Policing Medal" de l'OTAN.

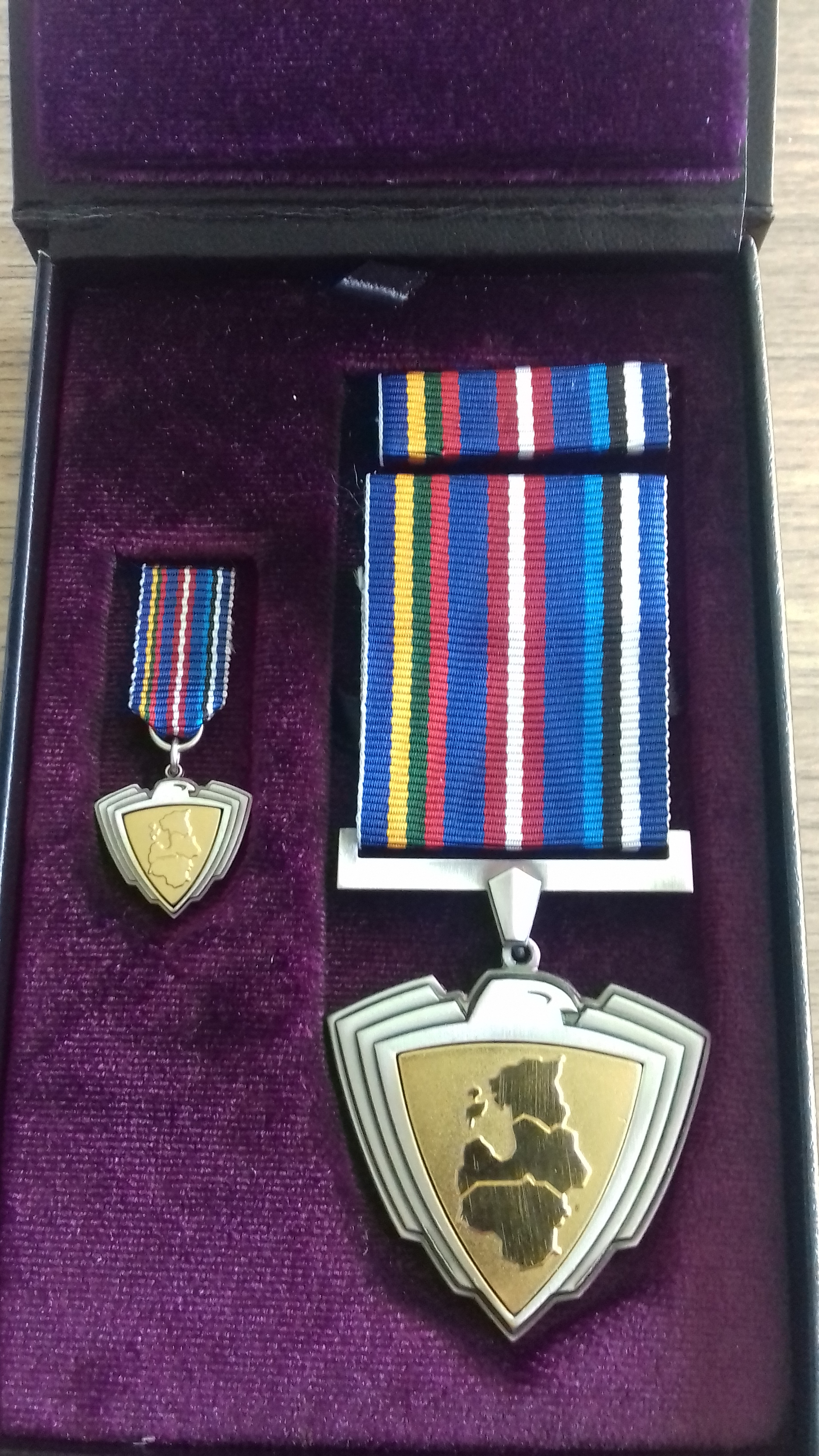
"Baltic Air Policing Medal" de l'OTAN.

Dans le cadre de l'opération de sûreté de l'espace aérien des pays baltes, les opérations sont à l'origine gérées par deux centres CAOC :
- Le Combined Air Operations Centre Finderup (en) (Danemark), responsable du APA1 (Zone de Police Aérienne 1) désactivé le 30 juin 2013[2].
- Le CAOC de Uedem (Allemagne), responsable du APA2 (Zone de Police Aérienne 2) jusqu'en 2013 et depuis de l'ensemble de la zone.

Depuis l'intégration des pays baltes dans l'OTAN en mars 2004, les autres pays de l'OTAN disposant des moyens aériens nécessaires assurent, à l'origine depuis la base aérienne située sur l'aéroport Zokniai/Šiauliai en Lituanie et à partir d'avril 2014 depuis la base aérienne d'Ämari en Estonie et ceci pendant une période de quatre mois, la protection de l'espace aérien de ces trois pays.
En réponse à l'annexion de la Crimée par la Russie en 2014, l'OTAN prend des « mesures de réassurance » destinées à renforcer la sécurité de son flanc Est. Dans ce cadre, une deuxième base aérienne est mise à disposition de la mission de police du ciel des États baltes. Cette base, située à Ämari en Estonie, permet de déployer régulièrement un troisième détachement aérien, complémentaire de ceux fournis par la nation leader de la rotation et celle l'appuyant. En 2017, la Luftwaffe, avec des Eurofighters, puis l'armée de l'air espagnole, avec des F-18, et enfin la Composante air de l'armée belge avec des F-16 ont successivement assuré ce rôle.
La Belgique a été la première nation à assurer la police du ciel en 2004. Elle s'est de nouveau engagée en 2006, 2013 et deux fois en 2015. La France a rempli cette mission à onze reprises. Au total, seize pays ont participé à cette mission de surveillance aérienne : l'Allemagne, la Belgique, le Canada, le Danemark, l'Espagne, les États-Unis, la France, la Hongrie, l'Italie, la Norvège, les Pays-Bas, la Pologne, le Portugal, la République tchèque, le Royaume-Uni et la Turquie.

## Détail des rotations
| Rotation | Rotation         | Pays participants  | Force(s) aérienne(s) participante(s)      | Avions déployés            | Base de déploiement | Sources |
| #        | Début            | Pays participants  | Force(s) aérienne(s) participante(s)      | Avions déployés            | Base de déploiement | Sources |
| -------- | ---------------- | ------------------ | ----------------------------------------- | -------------------------- | ------------------- | ------- |
| 1        | Avril 2004       | Belgique           | Belgian Air Force                         | F-16                       |                     |         |
| 2        | Juillet 2004     | Danemark           | Royal Danish Air Force                    | F-16                       |                     |         |
| 3        | Octobre 2004     | Royaume-Uni        | Royal Air Force                           | Tornado ADV                |                     |         |
| 4        | Janvier 2005     | Norvège            | Royal Norwegian Air Force                 | F-16                       |                     |         |
| 5        | Avril 2005       | Pays-bas           | Royal Netherlands Air Force               | F-16                       |                     |         |
| 6        | Juillet 2005     | Allemagne          | German Air Force                          | F-4F Phantom II            |                     |         |
| 7        | Octobre 2005     | États-Unis         | US Air Force                              | F-16                       |                     |         |
| 8        | Janvier 2006     | Pologne            | Polish Air Force                          | MiG-29A                    |                     |         |
| 9        | Avril 2006       | Turquie            | Turkish Air Force                         | F-16                       |                     |         |
| 10       | Août 2006        | Espagne            | Spanish Air and Space Force               | Mirage F1                  |                     |         |
| 11       | Décembre 2006    | Belgique           | Belgian Air Force                         | F-16                       |                     |         |
| 12       | Avril 2007       | France             | French Air Force                          | Mirage 2000C               |                     |         |
| 13       | Août 2007        | Roumanie           | Romanian Air Force                        | MiG-21 Lancer 'C'          | Šiauliai, Lituanie  |         |
| 14       | Novembre 2007    | Portugal           | Portuguese Air Force                      | 4 x F-16                   | Šiauliai, Lituanie  | [ 7 ]   |
| 15       | Décembre 2007    | Norvège            | Royal Norwegian Air Force                 | F-16                       |                     |         |
| 16       | Mars 2008        | Pologne            | Polish Air Force                          | MiG-29A                    |                     |         |
| 17       | Juillet 2008     | Allemagne          | German Air Force                          | F-4F Phantom II            |                     |         |
| 18       | Octobre 2008     | États-Unis         | US Air Force                              | 4 x F-15 Eagle             |                     |         |
| 19       | Janvier 2009     | Danemark           | Royal Danish Air Force                    | F-16                       |                     | [ 8 ]   |
| 20       | Mai 2009         | République Tchèque | Czech Air Force                           | JAS 39C Gripen             |                     | [ 9 ]   |
| 21       | Septembre 2009   | Allemagne          | German Air Force                          | 4 x Eurofighter Typhoon    |                     | [ 10 ]  |
| 22       | Janvier 2010     | France             | French Air Force                          | 4 x Mirage 2000C           |                     |         |
| 23       | Mai 2010         | Pologne            | Polish Air Force                          | MiG-29A                    |                     |         |
| 24       | Septembre 2010   | États-Unis         | US Air Force                              | F-15 Eagle                 |                     |         |
| 25       | Janvier 2011     | Allemagne          | German Air Force                          | F-4F Phantom II            |                     |         |
| 26       | Mai 2011         | France             | French Air Force                          | Mirage 2000C               |                     |         |
| 27       | Septembre 2011   | Danemark           | Royal Danish Air Force                    | F-16                       |                     |         |
| 28       | Janvier 2012     | Allemagne          | German Air Force                          | F-4F Phantom II            |                     |         |
| 29       | Mai 2012         | Pologne            | Polish Air Force                          | MiG-29A                    |                     |         |
| 30       | Septembre 2012   | République Tchèque | Czech Air Force                           | JAS 39C Gripen             |                     |         |
| 31       | Janvier 2013     | Danemark           | Royal Danish Air Force                    | F-16                       |                     |         |
| 32       | Mai 2013         | France             | French Air Force                          | 4 x Mirage F1 CR           | Šiauliai, Lituanie  | [ 11 ]  |
| 33       | Septembre 2013   | Belgique           | Belgian Air Force                         | F-16                       |                     | [ 12 ]  |
| 34       | Janvier 2014     | États-Unis         | US Air Force                              | 10 x F-15 Eagle            | Šiauliai, Lituanie  | ,       |
| 35       | Mai 2014         | Pologne            | Polish Air Force                          | 4 x MiG-29A                | Šiauliai, Lituanie  | [ 16 ]  |
| 35       | Mai 2014         | Royaume-Uni        | Royal Air Force                           | 4 x Eurofighter Typhoon    | Šiauliai, Lituanie  | [ 16 ]  |
| 35       | Mai 2014         | Danemark           | Royal Danish Air Force                    | 6 x F-16                   | Ämari, Estonie      | [ 16 ]  |
| 35       | Mai 2014         | France             | French Air Force                          | 4 x Rafale C, Mirage 2000C | Malbork, Pologne    | [ 16 ]  |
| 36       | Septembre 2014   | Portugal           | Portuguese Air Force                      | 6 x F-16                   | Šiauliai, Lituanie  | ,       |
| 36       | Septembre 2014   | Canada             | Aviation royale canadienne                | 4 x CF-18 Hornet           | Šiauliai, Lituanie  | ,       |
| 36       | Septembre 2014   | Allemagne          | German Air Force                          | 4 x Eurofighter Typhoon    | Ämari, Estonie      | ,       |
| 36       | Septembre 2014   | Pays-bas           | Royal Netherlands Air Force               | 4 x F-16                   | Malbork, Pologne    | ,       |
| 37       | Janvier 2015     | Italie             | Aeronautica Militare                      | Eurofighter Typhoon        | Šiauliai, Lituanie  |         |
| 37       | Janvier 2015     | Pologne            | Polish Air Force                          | MiG-29A                    | Šiauliai, Lituanie  |         |
| 37       | Janvier 2015     | Espagne            | Spanish Air and Space Force               | Eurofighter Typhoon        | Ämari, Estonie      |         |
| 37       | Janvier 2015     | Belgique           | Belgian Air Force                         | F-16                       | Malbork, Pologne    |         |
| 38       | Mai 2015         | Norvège            | Royal Norwegian Air Force                 | 4 x F-16                   | Šiauliai, Lituanie  | [ 19 ]  |
| 38       | Mai 2015         | Italie             | Aeronautica Militare                      | 4 x Eurofighter Typhoon    | Šiauliai, Lituanie  | [ 19 ]  |
| 38       | Mai 2015         | Royaume-Uni        | Royal Air Force                           | 4 x Eurofighter Typhoon    | Ämari, Estonie      | [ 19 ]  |
| 38       | Mai 2015         | Belgique           | Belgian Air Force                         | 4 x F-16                   | Malbork, Pologne    | [ 19 ]  |
| 39       | Septembre 2015   | Hongrie            | Hungarian Air Force                       | 4 x JAS 39C Gripen         | Šiauliai, Lituanie  | [ 20 ]  |
| 39       | Septembre 2015   | Allemagne          | German Air Force                          | 4 x Eurofighter Typhoon    | Ämari, Estonie      | [ 20 ]  |
| 40       | Janvier 2016     | Belgique           | Belgian Air Force                         | 4 x F-16                   | Ämari, Estonie      | [ 21 ]  |
| 40       | Janvier 2016     | Espagne            | Spanish Air and Space Force               | 4 x Eurofighter Typhoon    | Šiauliai, Lituanie  | [ 21 ]  |
| 41       | Mai 2016         | Portugal           | Portuguese Air Force                      | 4 x F-16                   | Šiauliai, Lituanie  | [ 22 ]  |
| 41       | Mai 2016         | Royaume-Uni        | Royal Air Force                           | 4 x Eurofighter Typhoon    | Ämari, Estonie      | [ 22 ]  |
| 42       | Septembre 2016   | France             | French Air Force                          | 4 x Mirage 2000-5          | Šiauliai, Lituanie  | [ 22 ]  |
| 42       | Septembre 2016   | Allemagne          | German Air Force                          | 4 x Eurofighter Typhoon    | Ämari, Estonie      | [ 22 ]  |
| 43       | Janvier 2017     | Pays-bas           | Royal Netherlands Air Force               | 4 x F-16                   | Šiauliai, Lituanie  | [ 23 ]  |
| 43       | Janvier 2017     | Allemagne          | German Air Force                          | 4 x Eurofighter Typhoon    | Ämari, Estonie      | [ 23 ]  |
| 44       | Mai 2017         | Pologne            | Polish Air Force                          | 4 x F-16                   | Šiauliai, Lituanie  | ,       |
| 44       | Mai 2017         | Espagne            | Spanish Air and Space Force               | 5 x EF-18A Hornet          | Ämari, Estonie      | ,       |
| 45       | Septembre 2017   | États-Unis         | US Air Force                              | 7 x F-15 Eagle             | Šiauliai, Lituanie  | ,       |
| 45       | Septembre 2017   | Belgique           | Belgian Air Force                         | 4 x F-16                   | Ämari, Estonie      | ,       |
| 46       | Janvier 2018     | Danemark           | Royal Danish Air Force                    | 4 x F-16                   | Šiauliai, Lituanie  | ,       |
| 46       | Janvier 2018     | Italie             | Aeronautica Militare                      | 4 x Eurofighter Typhoon    | Ämari, Estonie      | ,       |
| 47       | Mai 2018         | Portugal           | Portuguese Air Force                      | 4 x F-16 1 x P-3C Orion    | Šiauliai, Lituanie  | ,       |
| 47       | Mai 2018         | Espagne            | Spanish Air and Space Force               | 6 x Eurofighter Typhoon    | Šiauliai, Lituanie  | ,       |
| 47       | Mai 2018         | France             | French Air Force                          | 4 x Mirage 2000-5          | Ämari, Estonie      | ,       |
| 48       | Septembre 2018   | Belgique           | Belgian Air Force                         | 4 x F-16                   | Šiauliai, Lituanie  | [ 32 ]  |
| 48       | Septembre 2018   | Allemagne          | German Air Force                          | 4 x Eurofighter Typhoon    | Ämari, Estonie      | [ 32 ]  |
| 49       | Janvier 2019     | Pologne            | Polish Air Force                          | 4 x F-16                   | Šiauliai, Lituanie  | ,       |
| 49       | Janvier 2019     | Allemagne          | German Air Force                          | 5 x Eurofighter Typhoon    | Ämari, Estonie      | ,       |
| 50       | Mai 2019         | Hongrie            | Hungarian Air Force                       | 4 x JAS 39C Gripen         | Šiauliai, Lituanie  | [ 35 ]  |
| 50       | Mai 2019         | Espagne            | Spanish Air and Space Force               | 5 x EF-18A Hornet          | Šiauliai, Lituanie  | [ 35 ]  |
| 50       | Mai 2019         | Royaume-Uni        | Royal Air Force                           | 4 x Eurofighter Typhoon    | Ämari, Estonie      | [ 35 ]  |
| 51       | Septembre 2019   | Belgique           | Belgian Air Force                         | 4 x F-16                   | Šiauliai, Lituanie  | [ 36 ]  |
| 51       | Septembre 2019   | Danemark           | Royal Danish Air Force                    | 4 x F-16                   | Šiauliai, Lituanie  | [ 36 ]  |
| 51       | Septembre 2019   | République Tchèque | Czech Air Force                           | 4 x JAS 39C Gripen         | Ämari, Estonie      | [ 36 ]  |
| 52       | Janvier 2020     | Belgique           | Belgian Air Force                         | 4 x F-16                   | Šiauliai, Lituanie  | [ 37 ]  |
| 52       | Janvier 2020     | Pologne            | Polish Air Force                          | 4 x F-16                   | Ämari, Estonie      | [ 38 ]  |
| 53       | Mai 2020         | Espagne            | Spanish Air and Space Force               | 6 x EF-18A Hornet          | Šiauliai, Lituanie  | ,       |
| 53       | Mai 2020         | Royaume-Uni        | Royal Air Force                           | 4 x Eurofighter Typhoon    | Šiauliai, Lituanie  | ,       |
| 53       | Mai 2020         | France             | French Air Force                          | 4 x Mirage 2000-5          | Ämari, Estonie      | ,       |
| 54       | Septembre 2020   | Italie             | Aeronautica Militare                      | 4 x Eurofighter Typhoon    | Šiauliai, Lituanie  | [ 41 ]  |
| 54       | Septembre 2020   | Allemagne          | German Air Force                          | 6 x Eurofighter Typhoon    | Ämari, Estonie      | [ 41 ]  |
| 55       | Janvier 2021     | Italie             | Aeronautica Militare                      | 4 x Eurofighter Typhoon    | Šiauliai, Lituanie  | [ 42 ]  |
| 55       | Janvier 2021     | Allemagne          | German Air Force                          | 6 x Eurofighter Typhoon    | Ämari, Estonie      | [ 42 ]  |
| 56       | Mai 2021         | Espagne            | Spanish Air and Space Force               | 4 x Eurofighter Typhoon    | Šiauliai, Lituanie  | ,       |
| 56       | Mai 2021         | Italie             | Aeronautica Militare                      | 4 x F-35A                  | Ämari, Estonie      | ,       |
| 56       | Mai 2021         | Turquie            | Turkish Air Force                         | 4 x F-16                   | Malbork, Pologne    | ,       |
| 57       | Septembre 2021   | Danemark           | Royal Danish Air Force                    | 4 x F-16                   | Šiauliai, Lituanie  | [ 44 ]  |
| 57       | Septembre 2021   | Portugal           | Portuguese Air Force                      | 4 x F-16                   | Šiauliai, Lituanie  | [ 44 ]  |
| 58       | Décembre 2021    | Pologne            | Polish Air Force                          | 4 x F-16                   | Šiauliai, Lituanie  | ,       |
| 58       | Décembre 2021    | Belgique           | Belgian Air Force                         | 4 x F-16                   | Ämari, Estonie      | ,       |
| 58       | Décembre 2021    | Danemark           | Royal Danish Air Force                    | 4 x F-16                   | Šiauliai, Lituanie  | [ 47 ]  |
| 61       | mars 2022        | France             | French Air Force                          | 4 x Mirage 2000-5F         | Ämari, Estonie      |         |
| 62       | avril 2022       | Espagne            | Spanish Air and Space Force               | 8 x EF-18 Hornet           | Šiauliai, Lituanie  | [ 48 ]  |
| 63       | 1 avril 2022     | République Tchèque | Czech Air Force                           | 5 x JAS 39C Gripen         | Šiauliai, Lituanie  | [ 49 ]  |
| 65       | 1 août 2022      | Hongrie            | Hungarian Air Force                       | 4 x JAS 39C Gripen         | Šiauliai, Lituanie  | [ 50 ]  |
| 65       | 1 août 2022      | Allemagne          | German Air Force                          | 4 x Eurofighter Typhoons   | Ämari, Estonie      | [ 50 ]  |
| 65       | 1 août 2022      | Italie             | Aeronautica Militare                      | 4 x Eurofighter Typhoon    | Malbork, Pologne    | ,       |
| 66       | 1 octobre 2022   | Pologne            | Polish Air Force                          | 4 x F-16C Fighting Falcon  | Šiauliai, Lituanie  | ,       |
| 67       | 6 octobre 2022   | Belgique           | Belgian Air Force                         | 6 x F-16AM Fighting Falcon | Ämari, Estonie      | [ 54 ]  |
| 68       | 1 décembre 2022  | France             | French Air Force                          | 4 x Dassault Rafale        | Šiauliai, Lituanie  | ,       |
| 69       | 1 février 2023   | Pays-bas           | Armée de l'air royale néerlandaise        | 8 x F-35A Lightning II     | Malbork, Pologne    | [ 57 ]  |
| 70       | 1 mars 2023      | Royaume-Uni        | Royal Air Force                           | 4 x Eurofighter Typhoon    | Ämari, Estonie      | ,       |
| 71       | 31 mars 2023     | Portugal           | Portuguese Air Force                      | 4 x F-16AM Fighting Falcon | Šiauliai, Lituanie  | [ 60 ]  |
| 71       | 31 mars 2023     | Roumanie           | Romanian Air Force                        | 4 x F-16AM Fighting Falcon | Šiauliai, Lituanie  | ,       |
| 72       | 3 août 2023      | Espagne            | Spanish Air and Space Force               | 8 x Eurofighter Typhoon    | Ämari, Estonie      | ,       |
| 72       | 3 août 2023      | Italie             | Aeronautica Militare                      | 4 x Eurofighter Typhoon    | Šiauliai, Lituanie  | ,       |
| 73       | 30 novembre 2023 | Belgium            | Belgian Air Force                         | 4 x F-16AM Fighting Falcon | Šiauliai, Lituanie  | ,       |
| 73       | 30 novembre 2023 | France             | French Air Force                          | 4 x Mirage 2000-5F         | Šiauliai, Lituanie  | ,       |
| 73       | 30 novembre 2023 | Poland             | Force aérienne de la République polonaise | 4 x F-16C Fighting Falcon  | Ämari, Estonie      | ,       |
| 74       | 1 mars 2024      | Germany            | German Air Force                          | 5 x Eurofighter Typhoons   | Lielvārde, Lettonie | ,       |
| 75       | 1 avril 2024     | Spain              | Spanish Air Force                         | 8 x EF-18 Hornet           | Šiauliai, Lituanie  | [ 70 ]  |
| 75       | 1 avril 2024     | Portugal           | Portuguese Air Force                      | 4 x F-16AM Fighting Falcon | Šiauliai, Lituanie  | ,       |
| 76       | 30 juillet 2024  | Italie             | Aeronautica Militare                      | 4 x Eurofighter Typhoon    | Šiauliai, Lituanie  |         |
| 77       | 1 décembre 2024  | France             | French Air Force                          | 4 x Dassault Rafale,       | Ämari, Estonie      |         |
| 77       | 1 décembre 2024  | Netherlands        | Armée de l'air royale néerlandaise        | 4 x F-35A Lightning II     | Ämari, Estonie      | ,       |
| 78       | mars 2025        | Pologne            | Polish Air Force                          | 4 x F-16C Fighting Falcon  | Šiauliai, Lituanie  |         |